# Âm địa quyết lông mượt dài
Botrychium lanuginosum là một loài dương xỉ trong họ Ophioglossaceae. Loài này được Wall. ex Hook. & Grev. mô tả khoa học đầu tiên năm 1828.